# Starksboro
Starksboro är en kommun (town) i Addison County i delstaten Vermont i USA. Vid folkräkningen år 2000 bodde 1 898 personer på orten. Den har enligt United States Census Bureau en area på totalt 117,9 km², varav 0,1 km² är vatten.  